# Windham (Vermont)
Pour les articles homonymes, voir Windham.
Windham est une ville située dans le comté de Windham, dans l'État du Vermont, aux États-Unis.

## Géographie
| Londonderry (Vermont) |         |                   |
|                       | Windham | Grafton (Vermont) |
| Jamaica (Vermont)     |         |                   |